# Xã Evergreen, Quận Sanilac, Michigan
Xã Evergreen (tiếng Anh: Evergreen Township) là một xã thuộc quận Sanilac, tiểu bang Michigan, Hoa Kỳ. Năm 2010, dân số của xã này là 924 người.